# Шунтук
Шунтук (рос. Шунтук; адиг. Шынтыку) — хутір Майкопського району Адигеї Росії. Входить до складу Тимірязевського сільського поселення.
Населення — 907 осіб (2015 рік).